# Episodi di Chicago Fire (quarta stagione)
La quarta stagione della serie televisiva Chicago Fire è stata trasmessa sul canale statunitense NBC dal 13 ottobre 2015 al 17 maggio 2016. In Italia, la serie è andata in onda su Premium Action, canale a pagamento della piattaforma Mediaset Premium dal 15 aprile al 24 giugno 2016. In chiaro, la stagione è andata in onda in Svizzera su RSI LA 1 dal 24 agosto al 9 novembre 2016; in Italia, su Italia 1, dal 22 giugno al 10 agosto 2017.
| nº | Titolo originale           | Titolo italiano          | Prima TV USA     | Prima TV Italia |
| -- | -------------------------- | ------------------------ | ---------------- | --------------- |
| 1  | Let It Burn                | Lasciatela bruciare      | 13 ottobre 2015  | 15 aprile 2016  |
| 2  | A Taste of Panama City     | Operazione giusta causa  | 20 ottobre 2015  | 15 aprile 2016  |
| 3  | I Walk Away                | L'indagine di Dawson     | 27 ottobre 2015  | 22 aprile 2016  |
| 4  | Your Day Is Coming         | Verrà il tuo momento     | 3 novembre 2015  | 22 aprile 2016  |
| 5  | Regarding This Wedding     | Matrimonio fatto in casa | 10 novembre 2015 | 29 aprile 2016  |
| 6  | 2112                       | 2112                     | 17 novembre 2015 | 29 aprile 2016  |
| 7  | Sharp Elbows               | Gioco sporco             | 24 novembre 2015 | 6 maggio 2016   |
| 8  | When Tortoises Fly         | La testuggine            | 1º dicembre 2015 | 6 maggio 2016   |
| 9  | Short and Fat              | Basso e grasso           | 8 dicembre 2015  | 13 maggio 2016  |
| 10 | The Beating Heart          | Cuore pulsante           | 5 gennaio 2016   | 13 maggio 2016  |
| 11 | The Path of Destruction    | Devastazione             | 19 gennaio 2016  | 20 maggio 2016  |
| 12 | Not Everyone Makes It      | Non tutti lo farebbero   | 26 gennaio 2016  | 20 maggio 2016  |
| 13 | The Sky Is Falling         | Sotto attacco            | 2 febbraio 2016  | 27 maggio 2016  |
| 14 | All Hard Parts             | Momenti difficili        | 9 febbraio 2016  | 27 maggio 2016  |
| 15 | Bad For the Soul           | Squadra 51               | 16 febbraio 2016 | 3 giugno 2016   |
| 16 | Two Ts                     | Doppia T                 | 23 febbraio 2016 | 3 giugno 2016   |
| 17 | What Happened to Courtney  | Courtney                 | 29 marzo 2016    | 10 giugno 2016  |
| 18 | On The Warpath             | Sul sentiero di guerra   | 5 aprile 2016    | 10 giugno 2016  |
| 19 | I Will Be Walking          | Io camminerò             | 19 aprile 2016   | 17 giugno 2016  |
| 20 | The Last One For Mom       | Per mamma                | 26 aprile 2016   | 17 giugno 2016  |
| 21 | Kind of a Crazy Idea       | Pazza idea               | 3 maggio 2016    | 24 giugno 2016  |
| 22 | Where the Collapse Started | Dove finisce tutto       | 10 maggio 2016   | 24 giugno 2016  |
| 23 | Superhero                  | Supereroe                | 17 maggio 2016   | 24 giugno 2016  |

## Lasciatela bruciare
- Titolo originale: Let It Burn
- Diretto da: Joe Chappelle
- Scritto da: Andrea Newman e Michael Gilvary

### Trama
Novità brutte alla caserma 51 il comando dei vigili del fuoco lamenta l'eccessivo turnover nella squadra 3 e la colpa viene fatta ricadere su Severide che perde il comando della squadra, affidato ora al capitano Patterson. Contemporaneamente Casey si trova in pericolo a causa del suo incarico sotto copertura. Sul fronte personale, Dawson finalmente dice a Casey di essere incinta.
- Guest star: Jason Beghe (Detective Hank Voight), Izabella Miko (Katya Antov), Jon Seda (Detective Antonio Dawson).

## Operazione giusta causa
- Titolo originale: A Taste of Panama City
- Diretto da: Sanford Bookstaver
- Scritto da: Tiller Russell

### Trama
Herrman deve vedersela con Athena, una vicina del Molly's che si era lamentata per i rumori provenienti dal locale. Dawson dice a Boden di voler passare alla sezione indagini incendi dolosi. Il team è sottoposto a un'indagine degli Affari Interni.
- Guest star: Jason Beghe (Detective Hank Voight).

## L'indagine di Dawson
- Titolo originale: I Walk Away
- Diretto da: Tom DiCillo
- Scritto da: Sarah Kucserka e Veronica West

### Trama
La squadra fa un altro intervento sulla Ventiquattresima per salvare un uomo schiacciato da un container. La moglie del ferito, per sdebitarsi, porta un video girato dal figlio in cui è chiaro che, il giorno dell'incendio, le squadre dei vigili del fuoco sono state ostacolate nelle operazioni dai cittadini. Questo video fa cadere le accuse di negligenza contro la caserma 51. Severide scopre che la sua nuova fiamma, una avvocatessa conosciuta al corso per “calmare i dipendenti esuberanti” è coinvolta nell’affare Maddox. Boden, dopo aver letto i fascicoli trovati da Dawson sugli incendi delle case, si espone pubblicamente con un giornalista esprimendo i sospetti proprio su Maddox, potente impresario edile. Mentre Boden e Dawson sono alla sezione Incendi per recuperare i fascicoli misteriosamente scomparsi, quest’ultima inizia ad aver un forte dolore al basso ventre.

## Verrà il tuo momento
- Titolo originale: Your Day Is Coming
- Diretto da: Reza Tabrizi
- Scritto da: Jill Weinberger

### Trama
Dawson, ricoverata in ospedale, deve affrontare due operazioni per arginare una emorragia. Intanto la squadra è sempre di più sotto pressione.

## Matrimonio fatto in casa
- Titolo originale: Regarding This Wedding
- Diretto da: Joe Chappelle
- Scritto da: Michael A. O'Shea

### Trama
A causa di un incendio, una dimora destinata alla celebrazione di un matrimonio viene distrutta poco prima dell'inizio. La squadra riesce a mettere tutti i presenti in salvo, l'unico ad avere delle conseguenze è lo sposo. Brett e Dawson hanno l'idea di celebrare il matrimonio direttamente in caserma, mandando su tutte le furie il comandante Riddle, il quale continua ad avere seri problemi con il comandante Boden.

## 2112
- Titolo originale: 2112
- Diretto da: Holly Dale
- Scritto da: Ian McCulloch

### Trama
La caserma 51, sotto la guida del capitano Patterson, continua a creare problemi, soprattutto a causa di Severide. Patterson vuole farlo trasferire. Un incendio procura a Mouch i biglietti per un concerto dei Rush. Un membro di una banda del passato di Cruz cerca il suo aiuto per uscirne. Un'attraente nuova vicina di Boden gli chiede aiuto.
- Nella scena del concerto ci sono i cameo di Alex Lifeson e Geddy Lee.

## Gioco sporco
- Titolo originale: Sharp Elbows
- Diretto da: Dan Lerner
- Scritto da: Tiller Russell, Liz Alper e Ally Seibert

### Trama
Il comandante Boden viene messo in difficoltà dal tenente Wheeler che cerca in tutti i modi di incastrarlo per la denuncia di aggressione presentata da Serena Holmes. Intanto Benny, il padre di Severide, arriva in città per partecipare a un galà di beneficenza del dipartimento. Benny ha saputo che il figlio è stato sospeso dal capitano Patterson e suggerisce a Kelly un modo per rivalersi contro lo scomodo capitano.
- Guest star: Jason Beghe (Detective Hank Voight).

## La testuggine
- Titolo originale: When Tortoises Fly
- Diretto da: Haze Bergeron
- Scritto da: Michael Gilvary

### Trama
La situazione di Boden va di male in peggio dopo che Donna affronta la loro vicina, della quale in seguito viene denunciata la scomparsa. Il detective Wheeler perquisisce casa di Boden. Un avvocato di stato si ferma alla caserma 51 per vedere Boden sul caso Maddox. Questa conversazione fa intuire a Boden la possibilità che sia Maddox che lo sta incastrando, il che viene successivamente confermato quando Boden lo affronta. Durante una chiamata, Hermann salva una tartaruga che credeva fosse un "robot". Mouch prende in simpatia l'animale che scopre appartenere a un certo John Doe, soccorso precedentemente da Chili e Brett. Intanto Chili si presenta in ritardo per il turno e riceve "un primo ammonimento" da Boden. Jimmy  trova l'appartamento di Chili in disordine, facendo capire che ha problemi di intossicazione da alcool. Quando le chiede cosa stia succedendo, lei evita il problema seducendolo. Dopo il turno al Molly's, l'equipaggio si rilassa fino a quando Wheeler non si presenta e arresta ufficialmente Boden.

## Basso e grasso
- Titolo originale: Short and Fat
- Diretto da: Joe Chappelle
- Scritto da: Michael Brandt e Derek Haas

### Trama
Dopo l'arresto di Boden, Patterson viene promosso a capo della Caserma 51 con grande sgomento di tutti. In seguito, Patterson stabilisce nuove regole per la caserma che mettono tutti a disagio, soprattutto Chili e Borelli. Nel frattempo, Severide continua a contribuire a risolvere il caso di Boden. Inoltre, Dawson reagisce in maniera forte alle provocazioni di un cittadino durante una chiamata, venendo ripresa da un cellulare. Trovando la donna che ha incastrato Boden, la polizia la convince a rivoltarsi contro il costruttore, confessando che voleva rovinare il capo, per cui Boden viene scagionato. Patterson "vede" la realtà dei fatti, soprattutto dopo aver visto l'equipaggio della 51 disarmare una situazione pericolosa che coinvolge la perdita di un serbatoio di idrogeno, e restituisce volentieri il comando della 51 a Boden, litigando anche con il capo distrettuale Riddle. Durante una festa celebrativa da Molly's, Hermann viene accoltellato da Freddie, il ragazzo di cui si stava occupando Cruz per farlo uscire dalla malavita.

## Cuore pulsante
- Titolo originale: The Beating Heart
- Diretto da: Reza Tabrizi
- Scritto da: Andrea Newman

### Trama
Hermann viene portato d'urgenza al Chicago Med dopo essere stato accoltellato al Molly's dal giovane gangbanger che ha cercato di salvare da quella vita. Dopo aver perso molto sangue, necessita di un intervento chirurgico d'urgenza. Sentendosi in colpa per lo stato attuale di Hermann, Cruz cerca Freddy per denunciarlo. Severide viene reintegrato come tenente mentre Borelli diventa più preoccupato per il comportamento irregolare di Chili. Mouch pensa di fare la proposta di matrimonio a Platt.
- Questo episodio inizia un crossover con Chicago P.D. e Chicago Med, che continua nell'episodio "False verità" e si conclude nell'episodio "Sono Dio."

## Devastazione
- Titolo originale: The Path of Destruction
- Diretto da: Drucilla Carlson
- Scritto da: Sarah Kucserka e Veronica West

### Trama
La città di Chicago si prepara a un pericoloso tornado. Nel frattempo, Hermann torna alla 51 dopo i suoi problemi di salute, ma sua moglie pensa che sia troppo presto per farlo. Il comportamento irregolare di Chili continua, coinvolgendo Borelli, e quasi uccide una vittima durante una chiamata. Più tardi, il tornado colpisce un quartiere di Chicago. È il quartiere di Hermann e cresce la preoccupazione per la sicurezza della sua famiglia. Inoltre, Dawson aiuta Otis su come trovare un appuntamento.

## Non tutti lo farebbero
- Titolo originale: Not Everyone Makes It
- Diretto da: Reza Tabrizi
- Scritto da: Tiller Russell

### Trama
Brett si rivolge a Boden per il comportamento irregolare di Chili che potrebbe costarle il lavoro. Nel frattempo, Hermann testimonia contro Freddy per il suo accoltellamento quasi fatale. Inoltre, Casey da una mano nel rifugio per senzatetto dopo la devastazione del tornado. Severide aiuta un agente con un caso di omicidio.

## Sotto attacco
- Titolo originale: The Sky Is Falling
- Diretto da: Joe Chappelle
- Scritto da: Michael Brandt e Michael A. O'Shea

### Trama
Il pessimo comportamento di Chili raggiunge l'apice quando chiede al capo Boden di trasferire Brett in un'altra caserma dopo che Brett scopre che il comportamento di Chili le ha causato problemi in un'altra caserma. Nel frattempo, la Caserma 51 si prepara a una minaccia terroristica su Chicago. Chili rivela la causa del suo problema con l'alcol: il grande dolore per la morte per overdose della sorella scomparsa. Nel frattempo, Hermann ingaggia Borelli per un incontro di boxe di beneficenza con la polizia e Casey indaga sui soldi mancanti dalla raccolta fondi che avrebbe dovuto aiutare i cittadini dal tornado.

## Momenti difficili
- Titolo originale: All Hard Parts
- Diretto da: Sanford Bookstaver
- Scritto da: Jill Weinberger

### Trama
Herrmann e Jimmy organizzano la loro piccola "truffa" per guadagnare qualcosa nella battaglia dei distintivi. Chili non riesce a gestire il suo problema di alcolismo e la cosa non sfugge a Severide che inizia a starle addosso e la convince a parlarne con il comandante Boden.

## Squadra 51
- Titolo originale: Bad For the Soul
- Diretto da: Jann Turner
- Scritto da: Andrea Newman e Michael Gilvary

### Trama
Severide e Cruz indagano su una chiamata in una caserma dei pompieri che potrebbe non essere un incidente. Nel frattempo, in seguito al licenziamento di Chili, Borelli viene riassegnato all'ambulanza 61 dopo che una decisione sindacale lo ha spinto fuori. Inoltre, Casey si candida ufficialmente come consigliere e chiede a tutti i componenti della 51 il loro aiuto. Un nuovo pompiere, Stella Kidd (Miranda Rae Mayo), viene presentato come nuovo membro del Camion 81.

## Doppia T
- Titolo originale: Two Ts
- Diretto da: Reza Tabrizi
- Scritto da: Derek Haas e Ian McCulloch

### Trama
La corsa per assessore di Casey prende una brutta piega quando i volantini pubblicitari sulla sua vita personale vengono diffusi. Nel frattempo, Brett e Borelli indagano su un possibile caso di rapimento con l'aiuto dell'agente Sean Roman e dell'infermiera Maggie Lockwood. Inoltre, i ragazzi della Caserma 51 cercano di organizzare una festa di addio al celibato a Mouch, ma il fratellastro di Trudy se ne occupa. Viene svelato che Severide e Kidd hanno un passato imbarazzante.

## Courtney
- Titolo originale: What Happened to Courtney
- Diretto da: Jeffrey Hunt
- Scritto da: Matt Olmstead
- Teleplay di: Liz Alper e Ally Seibert

### Trama
Durante una chiamata la squadra trova lo scheletro di un bambino in un camino che Severide ipotizza possa essere Courtney Harris, una bambina sparita tempo prima e che pensavano fosse annegata nel lago. La polizia lo conferma. Severide rintraccia la madre della bambina e scopre che a spezzarle il collo è stato il fratello della donna. Herrman ingaggia l'ex di Stella come musicista per la festa di compleanno della figlia Annabelle, ma lui non si presenta e Stella chiude la loro storia definitivamente. Casey ha problemi con il doppio lavoro di vigile del fuoco e candidato a consigliere, che lo ha costretto a saltare molti turni. Quando non si presenta all'ultimo dibattito per non saltare l'ennesimo turno, il suo rivale Becks lo prende di mira, ma l'intervento del camion 81 per salvare un meccanico rimasto schiacciato da una macchina gli fa acquisire l'appoggio dei cittadini, facendogli vincere le elezioni.

## Sul sentiero di guerra
- Titolo originale: On the Warpath
- Diretto da: Joe Chappelle
- Scritto da: Sarah Kucserka e Veronica West

### Trama
Brett viene aggredita e i suoi documenti d'identità gli vengono rubati durante una chiamata. Nel frattempo, Casey ha la sua prima settimana da consigliere eletto, Mouch inizia ad avere paura quando si avvicina il suo matrimonio. Inoltre, Otis inizia a pentirsi di non aver chiesto di uscire a Brett.

## Io camminerò
- Titolo originale: I Will Be Walking
- Diretto da: Sanford Bookstaver
- Scritto da: Tiller Russell

### Trama
Casey ha a che fare con le questioni da consigliere relative a un ragazzo che si prende le conseguenze per gli errori di suo fratello nei confronti della banda di cui faceva parte. Kidd e Hermann organizzano le Olimpiadi dei bar per vedere chi è il miglior bar manager. Otis ha dei brutti lividi sulla schiena e sull'anca e va dal dottor Halstead per farlo controllare. Severide ha a che fare con il figlio del detective Holloway che continua a lasciargli in caserma, nonostante il suo apparente disinteresse per i vigili del fuoco. Jimmy si ritrova in una situazione imbarazzante con una paziente.

## Per mamma
- Titolo originale: The Last One for Mom
- Diretto da: Fred Berner
- Scritto da: Matt Olmstead
- Teleplay di: Gwen Sigan

### Trama
Severide si trova in difficoltà quando guarda il figlio della detective Holloway, perché durante un conflitto a fuoco la mamma viene uccisa. Nel frattempo, Casey riceve una tangente per posta e denuncia immediatamente il fatto alla polizia; nonostante ciò, si ritrova ad affrontare un rappresentante del Comitato Etico. Brett scopre che Otis non vuole conoscere la sua diagnosi per i lividi, mentre Cruz si sente in colpa per una precedente chiamata. 

## Pazza idea
- Titolo originale: Kind of a Crazy Idea
- Diretto da: Joe Chappelle
- Scritto da: Andrea Newman e Michael Gilvary

### Trama
Dawson inizia ad affezionarsi ad un bambino dopo averlo salvato durante una chiamata, iniziando l'iter per ottenere l'affidamento. Nel frattempo, Severide esamina dei documenti per la Caserma 51, ma trova delle "difficoltà" e chiede a Casey il suo aiuto politico. Inoltre, Brett e Cruz chiamano la nonna di Otis per convincerlo ad andare in ospedale temendo il peggio e Kidd propone idee per il Molly's.

## Dove finisce tutto
- Titolo originale: Where the Collapse Started
- Diretto da: Sanford Bookstaver
- Scritto da: Sarah Kucserka e Veronica West

### Trama
Boden si trova sulla scena di un edificio crollato e lancia un mayday quando Jimmy torna dentro per salvare suo fratello Danny. Nel frattempo, Dawson continua a perseguire l'affidamento di Louie. Durante il congedo medico, Otis incontra il suo sostituto temporaneo temendo che possa essere permanente. Inoltre, Casey e Antonio si scontrano quando quest'ultimo scopre che Casey non sta aiutando Dawson.

## Supereroe
- Titolo originale: Superhero
- Diretto da: Michael Brandt
- Scritto da: Ian McCulloch e Michael A. O'Shea
- Teleplay di: Michael Brandt e Derek Haas

### Trama
Borelli affronta gli effetti psicologici dovuti alla morte di suo fratello Danny e se la prende con Boden. Nel frattempo, Dawson è costretta a trovare un appartamento in modo da poter adottare Louie; Kidd continua ad avere contatti con il suo ex marito. Inoltre, Casey va a una conferenza politica e Otis torna alla Caserma 51. Alla fine dell'episodio, dopo una cerimonia di commemorazione per Danny, Kidd torna al suo appartamento con Severide , ma non si accorgono che l'ex marito di Kidd si nasconde lì con un coltello.